# Illa Anacapa

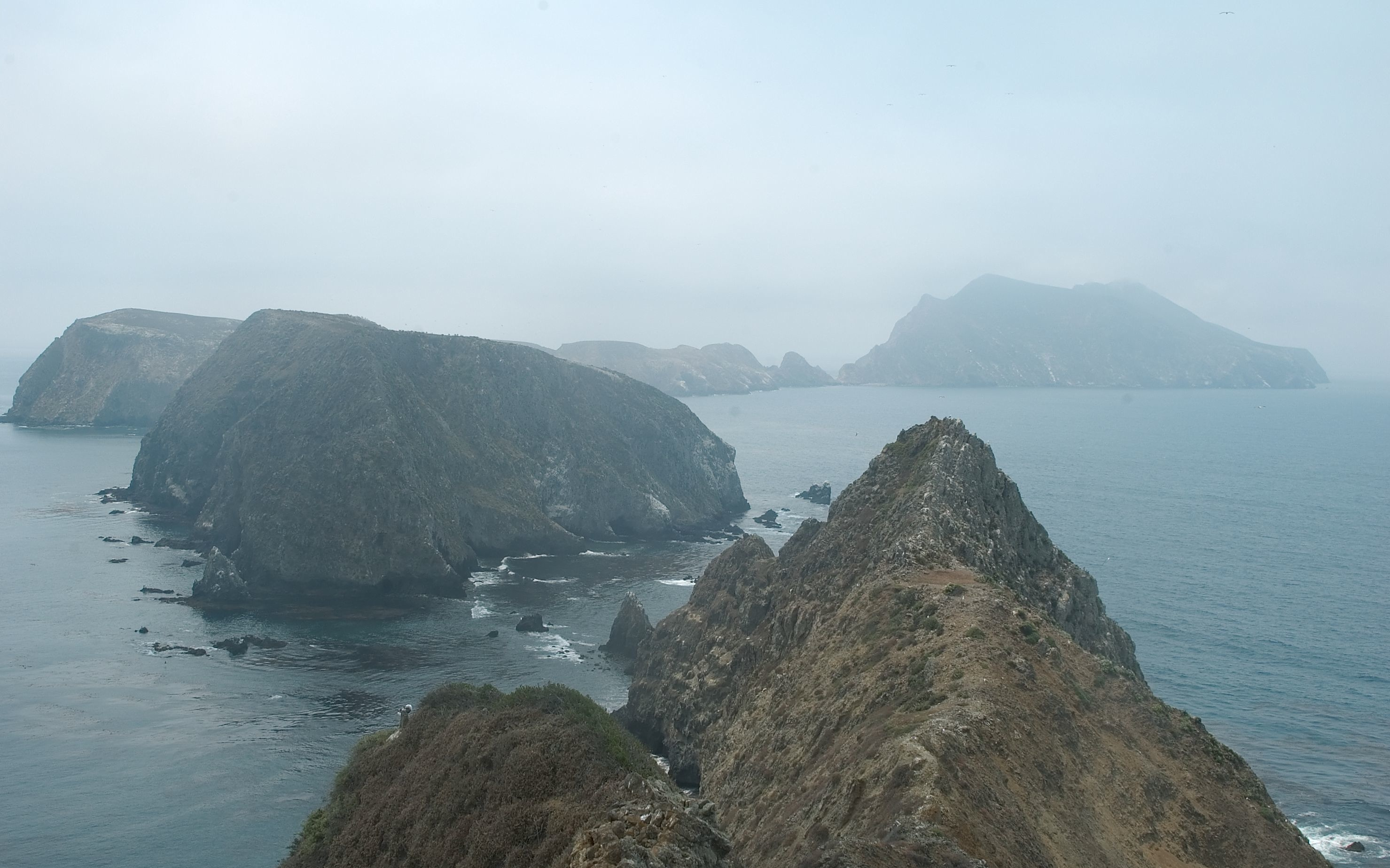
Illots central i occidental de l'Illa Anacapa.

L'Illa Anacapa és una petita illa volcànica situada a uns 23 quilòmetres de la costa de Ventura, Califòrnia. És l'única de les vuit illes Santa Bàrbara que no té un nom d'origen espanyol: el nom Anacapa vol dir 'illa miratge' en Chumash. Forma part del Parc Nacional de les illes Santa Bàrbara.
| Illes Santa Bàrbara                                                                                            |
| --- |
| Anacapa · Sant Climent · Sant Miquel · Sant Nicolau · Santa Bàrbara · Santa Catalina · Santa Cruz · Santa Rosa |